# Carlos Secretário
Carlos Alberto de Oliveira Secretário (* 12. května 1970 São João da Madeira) je bývalý portugalský fotbalista. Nastupoval především jako obránce. Portugalsko reprezentoval v letech 1994–2001, ve 35 zápasech, v nichž vstřelil jeden gól (v kvalifikaci na mistrovství Evropy 1996 do sítě Lotyšska). Krom tohoto šampionátu hrál i na mistrovství Evropy 2000, kde s národním týmem získal bronzovou medaili. Na klubové úrovni dosáhl největších úspěchů s FC Porto, s nímž vyhrál Pohár UEFA 2002/03 a stal se šestkrát portugalským mistrem (1994–95, 1995–96, 1997–98, 1998–99, 2002–03, 2003–04). Působil v Portu v letech 1993–1996 a 1998–2004. Mezitím, v letech 1996–1997, hrál za Real Madrid, s nímž se stal mistrem Španělska. Krom toho hrál za Gil Vicente (1988–1989), Penafiel (1989–1991), Famalicão (1991–1992), Bragu (1992–1993) a FC da Maia (2004–2005). Po skončení hráčské kariéry se stal trenérem, vedl několik portugalských a francouzských klubů, naposledy druholigový US Créteil-Lusitanos.